# Ekofakt
Ekofakt (gr. οἶκος ‘dom’ + łac. factum ‘wytworzone’) – rodzaj źródła archeologicznego. Tym terminem określa się wszystkie występujące na stanowisku archeologicznym pozostałości organiczne i nieorganiczne pochodzące ze środowiska naturalnego.
Przykładem ekofaktów mogą być szczątki roślinne, szczątki zwierzęce, warstwy popiołów wulkanicznych, osady naniesione przez wiatr itp.
Niekiedy mogą wystąpić trudności w odróżnieniu artefaktu od ekofaktu. Dany zabytek w zależności od badanego kontekstu może być artefaktem lub ekofaktem.
Kościane narzędzie jest traktowane jako artefakt jeśli badamy jego zastosowanie. Jeżeli badacza interesuje gatunek zwierzęcia z jakiego wykonano narzędzie wtedy jest to ekofakt.